# Municipality of Murrysville
Municipality of Murrysville és una població dels Estats Units a l'estat de Pennsilvània. Segons el cens del 2000 tenia 18.872 habitants.

## Demografia
Segons el cens del 2000, Municipality of Murrysville tenia 18.872 habitants, 7.083 habitatges, i 5.630 famílies. La densitat de població era de 197,3 habitants/km².
Dels 7.083 habitatges en un 34,5% hi vivien nens de menys de 18 anys, en un 71,8% hi vivien parelles casades, en un 5,5% dones solteres, i en un 20,5% no eren unitats familiars. En el 18,4% dels habitatges hi vivien persones soles el 9% de les quals corresponia a persones de 65 anys o més que vivien soles. El nombre mitjà de persones vivint en cada habitatge era de 2,63 i el nombre mitjà de persones que vivien en cada família era de 3,01.
Per edats la població es repartia de la següent manera: un 24,9% tenia menys de 18 anys, un 4,9% entre 18 i 24, un 24,3% entre 25 i 44, un 30,3% de 45 a 60 i un 15,6% 65 anys o més.
L'edat mediana era de 43 anys. Per cada 100 dones de 18 o més anys hi havia 93,1 homes.
La renda mediana per habitatge era de 64.071 $ i la renda mediana per família de 72.740 $. Els homes tenien una renda mediana de 58.553 $ mentre que les dones 32.567 $. La renda per capita de la població era de 32.017 $. Entorn del 2,2% de les famílies i el 2,8% de la població estaven per davall del llindar de pobresa.

## Poblacions properes
El següent diagrama mostra les poblacions més properes.